# Distribución (automóvil)

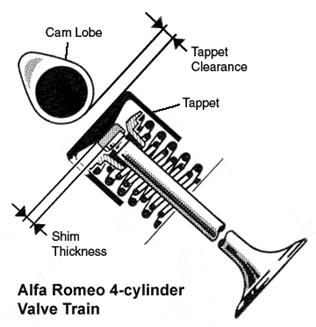
Representación gráfica de los componentes de un motor de cuatro cilindros en línea de un Alfa Romeo

En los motores de combustión interna, la distribución es el mecanismo encargado de regular la entrada y salida de fluidos en el cilindro. Generalmente se trata de un conjunto de piezas que, accionadas por el mismo motor, abren y cierran las válvulas de entrada y salida de gases, a través del movimiento del o los ejes de levas que, de igual manera, son accionados por el cigüeñal con conjunto la correa de distribución.

## Componentes
El sistema consta de una serie de piezas que pueden variar dependiendo del motor. Generalmente podemos encontrar:
- Engranaje de mando, cadena o correa: Se encuentra conectado al cigüeñal. Recibe el movimiento de este y lo transmite al árbol de levas. Los engranajes de mando solamente se encuentra en los vehículos antiguos o con grandes motores, porque son menos eficientes que las cadenas y correas, ya que pierden energía en forma de calor.

- Árbol de levas: Es un eje con protuberancias, llamadas levas, que al girar activan en su momento justo el taqué. Debido a las condiciones que debe soportar lleva un tratamiento térmico especial llamado cementación.

- Taqué o botador: Es un empujador que, movido por el árbol de levas, empuja la válvula. Pueden ser mecánicos, comunes o con un regulador de la luz de válvula o hidráulicos, que regulan la luz de válvula automáticamente.

- Válvula: Es la parte fundamental del sistema. Accionada por el botador, se abre o cierra permitiendo el paso de los gases al cilindro.[1][2]